# Diaphorus proveniens
Diaphorus proveniens är en tvåvingeart som först beskrevs av Walker 1859.  Diaphorus proveniens ingår i släktet Diaphorus och familjen styltflugor. Inga underarter finns listade i Catalogue of Life.